# Lily Ann Granderson
Lily Ann Granderson, appelée aussi Milla Granson, née en 1816 en Virginie aux États-Unis, morte après 1870, est une esclave américaine qui devient pionnière en éducation,.

## Biographie
Lily Ann Granderson naît en Virginie en 1816. Sa grand-mère était une femme libre d'origine amérindienne,, mais à sa mort, la mère de Lily Ann a été vendue comme esclave à l'âge de trois ans, puis transférée au Kentucky. Son père est d'une des « premières familles de Virginie ». Lily Ann se lie avec les enfants du maître, qui lui apprennent à lire et à écrire. C'est un moyen couramment utilisé par les esclaves pour être alphabétisés.
La condition de Lily Ann Granderson empire à la mort de son maître. Elle est envoyée en bateau jusqu'au Mississippi où elle est vendue à un autre maître d'esclaves. Dans la plantation où elle est employée, elle doit travailler dans les champs, ce qu'elle n'est pas habituée à faire. Elle en tombe malade, et supplie à plusieurs reprises son maître de la retirer des champs pour lui donner une place moins dure pour sa santé. Elle reçoit finalement la permission de travailler dans la cuisine de la maison du maître. La maison n'est pas sur la plantation, mais en ville ; cela oblige Lily Ann à aller tous les jours jusqu'à la ville, mais c'est mieux que de travailler dans les champs du matin au soir.
Aller dans la maison en ville permet à Lily Ann d'y créer sa propre école. Comme il est illégal dans le Mississippi d'éduquer les esclaves par peur des rebelles et des fugueurs, elle organise des cours tard le soir. Les enfants esclaves se faufilent pour assister à ses cours. Elle limite l'effectif de sa classe à douze enfants à la fois. Quand les enfants savent lire et écrire, ils obtiennent un « diplôme », puis laissent la place à douze autres enfants. Lily Ann exploite cette classe pendant environ sept ans sans être découverte.
Des indiscrétions sont commises, et des informations sont divulguées sur ce cours de fin de soirée pour les esclaves. De façon surprenante, Lily Ann n'encourt cependant aucune peine pour son école. Il y a bien dans le Mississippi une loi contre l'éducation des esclaves, mais une clause de cette loi a échappé à Lily Ann Granderson : s'il est interdit à un blanc ou à un esclave libre d'éduquer un autre esclave, en revanche il n'est pas interdit à un esclave d'éduquer un autre esclave.
Lily Ann Granderson reprend donc son enseignement nocturne, et y ajoute une école du samedi. Grâce à elle, plusieurs centaines d'esclaves sont alphabétisés et peuvent utiliser leur savoir pour accéder à la liberté.
Plus tard, elle se marie et a deux enfants. La dernière chose connue à son sujet est qu'elle est l'une des premières noires à ouvrir un compte à la Freedman's Savings Bank (en), à 54 ans,.